# Istvánszabadja
Istvánszabadja (1899-ig Nagy-Lehota, szlovákul Veľká Lehotka) Papszabadi településrésze, 1960-ig önálló falu Szlovákiában, a Trencséni kerületben, a Privigyei járásban.

## Fekvése
Privigyétőltól 12 km-re délnyugatra fekszik. Papszabadi nyugati részét alkotja.

## Története
A régészeti leletek tanúsága szerint a Felső-Nyitra völgyében már az újkőkorban éltek emberek. A bronzkorból a lausitzi kultúra eszközei és sírjai kerültek itt elő.
A település keletkezését a 12. és 14. század közé tehetjük. Előbb több nemesi család birtoka, majd Csák Máté szerezte meg. Ennek halála után királyi birtok, a bajmóci uradalom része. 1350 körül a terület az újonnan felépült Keselőkő várának tartozéka lett.
Istvánszabadját 1388-ban a budai káptalan oklevele említi először, ebben „Isthuanlehetaya” több településsel együtt a keselőkői váruradalom részeként szerepel. Egy 1401-es Leustách György és Leustách Domonkos neje, Ilona által kiadott oklevélben említést tesznek Paplehota új templomáról és plébániájáról, valamint István nevű papjáról. 1413-ban egy másik oklevélben is szerepel a templom, de a 15. század első felében a település elpusztult. 1455 körül a birtokos Majthényi család telepítette újra. 1555-ben 4 portával adózott. 1755-ben 19 háztartása volt. 1778-ban 40 jobbágy és 11 zsellértelkét 325-en lakták.
A 18. század végén Vályi András így ír a faluról: „Kis, és Nagy Lehota. Két falu Nyitra Vármegye. Földes Ura mind a’ kettőnek Majthényi Uraság, lakosai katolikusok, és másfélék, fekszenek Prividgyéhez mint egy fél mértföldnyire, Kis Lehota Nováknak filiája, határbéli földgyei Nagy Lehotának ollyanok, mint Csauzának; amannak pedig réttyei jók, fája tűzre és legelője is elég, piatzozása Oszlánon, és Privigyén, malma helyben.”
1828-ban 39 házában 680 lakos élt. Lakói mezőgazdasággal, gyümölcstermesztéssel, állattartással foglalkoztak.
Fényes Elek 1851-ben kiadott geográfiai szótárában így ír a faluról: „Lehota (Nagy), tót falu, Nyitra vmegyében, 680 kath. lak. Van szép erdeje. F. u. gr. Keglevics.”
Borovszky Samu monográfiasorozatának Nyitra vármegyét tárgyaló része szerint: „Nagy-Lehota, Kesselőkőtől északnyugotra fekvő tót község, 832 r. kath. vallásu lakossal. Posta-, táviró- és vasúti állomása Nyitra-Novák. Kath. temploma a mult század elején épült. Földesurai a Majthényiak voltak. E község 1388-ban Istvánlehota, 1533-ban Paplehota, 1602-ben pedig mint Nagy-Paplehota szerepelt és Kesseleőkeő vár tartozéka volt.”
1910-ben 1135, túlnyomórészt szlovák lakosa volt. A trianoni diktátumig Nyitra vármegye Privigyei járásához tartozott.
Mintegy száz lakosa vett részt a második világháború alatt a partizánharcokban. 1960-ban Kispapszabadival egyesítették Papszabadi néven.

## Nevezetességei
Szent Cirill és Metód tiszteletére szentelt római katolikus temploma 1949-ben épült.

## Külső hivatkozások
- Istvánszabadja Szlovákia térképén

## Lásd még
- Papszabadi
- Kispapszabadi